# Dąbrówka (powiat gliwicki)
Dąbrówka (niem. Dombrowka, 1936-45 Steineich) – wieś w Polsce, położona w województwie śląskim, w powiecie gliwickim, w gminie Wielowieś.
W latach 1975–1998 wieś należała administracyjnie do województwa katowickiego.
Nieoficjalnym przysiółkiem wsi są Łabowice

## Turystyka
Przez wieś przebiegają szlaki turystyczne:
- - Szlak Powstańców Śląskich
- - Szlak Stulecia Turystyki